# دانشگاه آلدرسون برادوس
دانشگاه آلدرسون برادوس (AB) یک دانشگاه خصوصی در فیلیپی، ویرجینیای غربی است. این دانشگاه در سال ۱۹۳۲ به عنوان کالج آلدرسون-برادوس توسط اتحاد دو مؤسسه باپتیست آکادمی آلدرسون (تأسیس ۱۹۰۱) و مؤسسه برادوس (تأسیس ۱۸۷۱؛ انتقال به فیلیپی، ۱۹۰۹) تشکیل شد. در سال ۲۰۱۳، شورای حکام کالج نام مؤسسه را به دانشگاه آلدرسون برادوس تغییر داد. در همان سال، این مؤسسه بزرگ‌ترین کلاس سال اول ورودی را در تاریخ مدرسه ثبت نام کرد.
قدیمی‌ترین ساختمان موجود در محوطه دانشگاه، وایت اسکارور هال (تقریباً ۱۹۱۱)، به نام جورج ام. وایت اسکارور نامگذاری شد.